# Vadgaon Kasba
Vadgaon Kasba è una città dell'India di 22.754 abitanti, situata nel distretto di Kolhapur, nello stato federato del Maharashtra. In base al numero di abitanti la città rientra nella classe III (da 20.000 a 49.999 persone).

## Geografia fisica
La città è situata a 16° 50' 20 N e 74° 18' 53 E.

## Società

### Evoluzione demografica
Al censimento del 2001 la popolazione di Vadgaon Kasba assommava a 22.754 persone, delle quali 11.808 maschi e 10.946 femmine. I bambini di età inferiore o uguale ai sei anni assommavano a 2.807, dei quali 1.600 maschi e 1.207 femmine. Infine, coloro che erano in grado di saper almeno leggere e scrivere erano 16.628, dei quali 9.269 maschi e 7.359 femmine.